# Cephalotes alfaroi

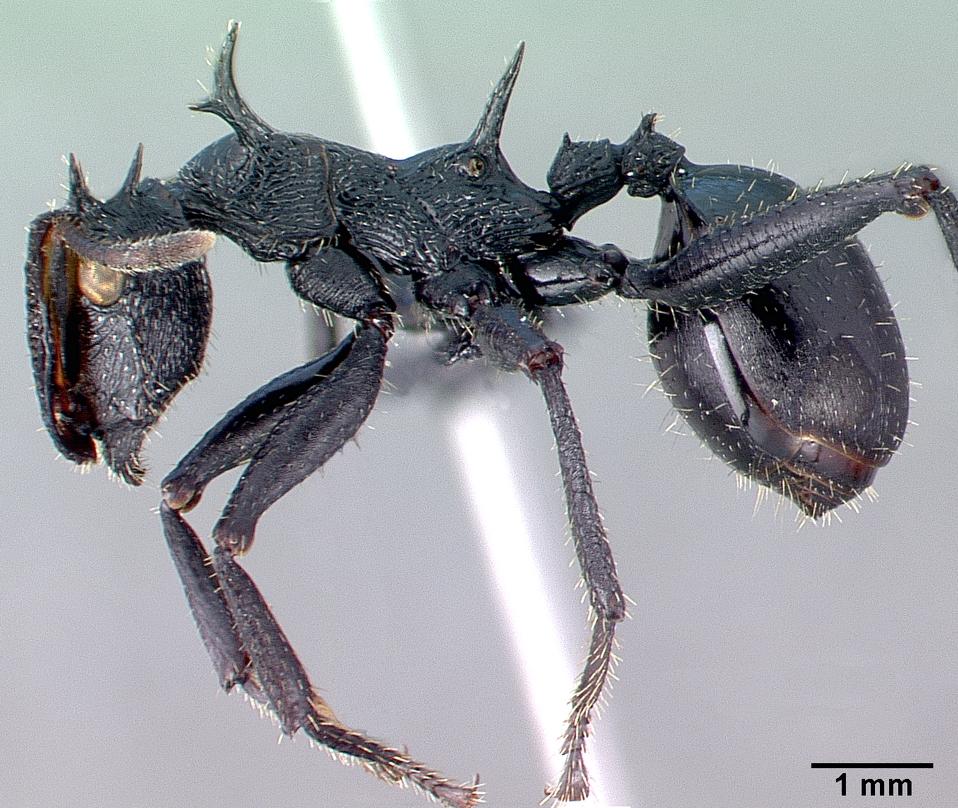
Вид сбоку

Cephalotes alfaroi (лат.) — вид древесных муравьёв рода Cephalotes из подсемейства Myrmicinae (Formicidae). Неотропика.

## Распространение
Центральная Америка: Коста-Рика, Панама. Тропические влажные леса.

## Описание
Среднего размера муравьи чёрного цвета, длина около 1 см. Длина рабочих от 8,40 до 11,46 мм (также имеется каста более крупных солдат длина которых до 13 мм). Длина головы мелких рабочих (HL) 1,80-2,48 мм, ширина головы (HW) 2,20-2,88 мм. Длина головы солдат (HL) 2,92-3,04 мм, ширина головы (HW) 3,52-3,60 мм. На голове имеется специальный желобок (впадина), в который помещается скапус усика. Усики состоят из 11 члеников, без булавы.
Глаза расположены в заднебоковых углах головы ниже усиковой впадины. Скапус и усики короткие. Каждый затылочный край головы с парой треугольных шипиков. Стебелёк между грудкой и брюшком состоит из двух узловидных члеников (петиоль и постпетиоль), вооружённых небольшими шипиками. Грудь с длинными шипиками на пронотуме и на проподеуме. Шипики на переднегрудке раздвоенные. Мезоэпинотальный шов отчётливый. Заселяют полости и ходы внутри древесины. Входы в муравейники затыкают головой солдат.
Таксон Cephalotes specularis был впервые описан в 1890 году итальянским мирмекологом Карло Эмери (Carlo Emery) под первоначальным названием Cryptocerus alfaroi Emery, 1890. Видовое название дано в честь коста-риканского зоолога и геолога Анастасио Альфаро (Anastasio Alfaro; 1865—1951), директора Национального музея естественной истории Коста-Рики. В 1914 году включён в состав рода Cephalotes. Сходен с видом Cephalotes serraticeps. Член клады atratus clade, характеризующейся мелкозубчатыми фронтальными валиками с булавовидными щетинками (меньшими, чем у сестринского вида Cephalotes serraticeps, и отличаясь от него продольными бороздками головы более узкими и латерально сжатыми первыми тарзомерами средней и задней пар ног; такая же продольная бороздчатость есть и на груди). Нижнечелюстные щупики состоят из 5 члеников.

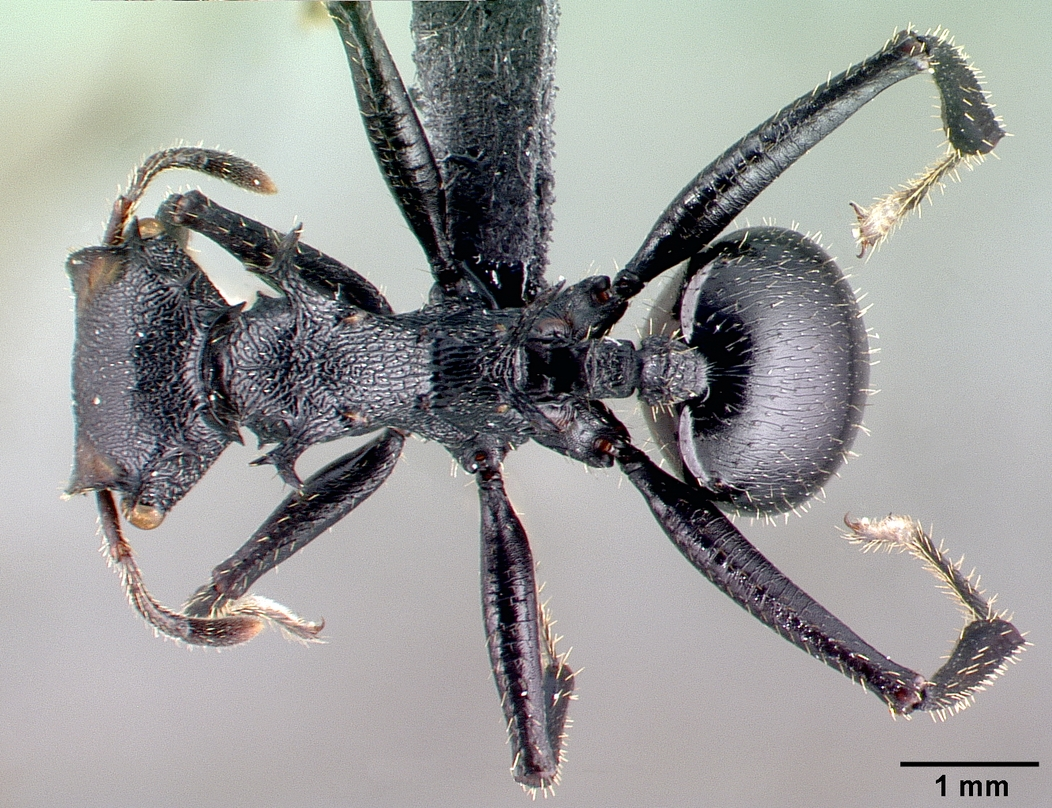
Вид сверху